# Funneaue
Koordinaten: 51° 42′ 1″ N, 7° 32′ 10″ O
Das Naturschutzgebiet Funneaue liegt auf dem Gebiet der Gemeinde Nordkirchen im Kreis Coesfeld in Nordrhein-Westfalen.
Das Gebiet erstreckt sich südlich des Kernortes Nordkirchen entlang der Funne. Am südöstlichen Rand des Gebietes verläuft die Landesstraße L 810. Nördlich des Gebietes erstrecken sich das 19,1 ha große NSG Bakenbusch und das 109,4 ha große NSG Tiergarten.

## Bedeutung
Das etwa 57,1 ha große Gebiet wurde im Jahr 2001 unter der Schlüsselnummer COE-040 unter Naturschutz gestellt. Schutzziele sind 	
- die Erhaltung und Entwicklung des vorhandenen, gut ausgeprägten Biotopkomplexes als Lebensraum für an Gewässer gebundene wildlebende Pflanzen- und Tierarten. Als Lebensgemeinschaften und Lebensstätten gelten hier insbesondere Fettweide, Fettwiese, Ufergehölze, Baumgruppen, Einzelbäume, Hecken, Bach und Teich,
- die Erhaltung und Optimierung eines naturnahen Bachlaufes mit angrenzendem, teilweise feuchtem Auen-Grünland und strukturreichen Ufergehölzen als herausragendes Vernetzungsbiotop und als Lebensraum einer Vielzahl von Tier- und Pflanzenarten.[3]